# Jaroslav Soukup
Jaroslav Soukup (ur. 12 lipca 1982 w Jiczynie) – czeski biathlonista, dwukrotny medalista igrzysk olimpijskich i mistrzostw świata.

## Kariera
Soukup biathlon zaczął trenować w 1999 r. Rok później wystąpił na mistrzostwach świata juniorów w Hochfilzen, zajmując między innymi 23. miejsce w sprincie. Podczas rozgrywanych dwa lata później mistrzostw świata juniorów w Val Ridanna zdobył srebrny medal w sztafecie. W tej samej konkurencji na mistrzostwach świata juniorów w Kościelisku w 2003 roku zajął trzecie miejsce. 
W zawodach Pucharu Świata zadebiutował 8 stycznia 2004 roku w Pokljuce, zajmując 74. miejsce w biegu indywidualnym. Pierwsze punkty zdobył 25 marca 2006 roku w Oslo, gdzie zajął 19. miejsce w biegu pościgowym. Na podium zawodów tego cyklu po raz pierwszy stanął 4 grudnia 2011 roku w Östersund, kończąc rywalizację w tej samej konkurencji na trzeciej pozycji. W zawodach tych wyprzedzili go jedynie Francuz Martin Fourcade i Norweg Emil Hegle Svendsen. W kolejnych startach jeszcze jeden raz stanął na podium: 6 marca 2012 roku Ruhpolding był trzeci w biegu indywidualnym. Najlepsze wyniki osiągnął w sezonie 2011/2012, kiedy zajął 25. miejsce w klasyfikacji generalnej.
W 2007 roku wystąpił na mistrzostwach świata w Anterselvie, gdzie plasował się poza czołową trzydziestką. Swój pierwszy medal wśród seniorów wywalczył podczas mistrzostw świata w Ruhpolding w 2012 roku, gdzie zajął trzecie miejsce w biegu indywidualnym. W zawodach tych wyprzedzili go jedynie reprezentujący Słowenię Jakov Fak i Francuz Simon Fourcade. W międzyczasie wystąpił między innymi na igrzyskach olimpijskich w Vancouver 2010 roku, w swoich najlepszych startach zajmując 30. miejsce w biegu indywidualnym oraz siódme w sztafecie. Kolejny sukces osiągnął na mistrzostwach świata w Novym Měscie w 2013 roku, gdzie razem z Veroniką Vítkovą, Gabrielą Soukalovą i Ondřejem Moravecem wywalczył brązowy medal w sztafecie mieszanej. Indywidualnie najlepszy wynik osiągnął w sprincie, który ukończył na 27. pozycji. Medale przywiózł również z igrzysk olimpijskich w Soczi w 2014 roku. Najpierw zajął trzecie miejsce w sprincie, plasując się za Norwegiem Ole Einarem Bjørndalenem i Austriakiem Dominikiem Landertingerem. Następnie razem z Vítkovą, Soukalovą i Moravecem wywalczył srebro w sztafecie mieszanej. Brał też udział w igrzyskach w Pjongczangu w 2018 roku, gdzie wraz z kolegami z reprezentacji był siódmy w sztafecie.

## Osiągnięcia

### Igrzyska olimpijskie
| Rok  | Miejscowość | Konkurencje | Konkurencje | Konkurencje | Konkurencje | Konkurencje | Konkurencje | Konkurencje |
| Rok  | Miejscowość | IN          | SP          | PU          | MS          | RL          | MR          | SR          |
| ---- | ----------- | ----------- | ----------- | ----------- | ----------- | ----------- | ----------- | ----------- |
| 2010 | Vancouver   | 30.         | 52.         | 51.         | –           | 7.          | nd.         | –           |
| 2014 | Soczi       | 17.         | 3.          | 20.         | 24.         | 2.          | 11.         | –           |
| 2018 | Pjongczang  | –           | –           | –           | –           | 7.          | –           | –           |

### Mistrzostwa świata
| Rok  | Miejscowość     | Konkurencje | Konkurencje | Konkurencje | Konkurencje | Konkurencje | Konkurencje | Konkurencje |
| Rok  | Miejscowość     | IN          | SP          | PU          | MS          | RL          | MR          | SR          |
| ---- | --------------- | ----------- | ----------- | ----------- | ----------- | ----------- | ----------- | ----------- |
| 2007 | Anterselva      | 53.         | 32.         | 33.         | –           | –           | –           | –           |
| 2008 | Östersund       | –           | 58.         | 49.         | –           | 7.          | –           | –           |
| 2009 | Pjongczang      | 11.         | 37.         | 47.         | –           | 10.         | –           | –           |
| 2010 | Chanty-Mansyjsk | nd.         | nd.         | nd.         | nd.         | nd.         | 7.          | –           |
| 2011 | Chanty-Mansyjsk | 79.         | 76.         | –           | –           | 10.         | –           | –           |
| 2012 | Ruhpolding      | 3.          | 43.         | 21.         | 11.         | 9.          | –           | –           |
| 2013 | Nové Město      | 39.         | 27.         | 42.         | –           | 6.          | 3.          | –           |
| 2015 | Kontiolahti     | 36.         | 11.         | 18.         | 28.         | 6.          | –           | –           |
| 2016 | Oslo            | 23.         | 60.         | 41.         | –           | 5.          | –           | –           |

### Mistrzostwa świata juniorów
| Rok  | Miejscowość     | Konkurencje | Konkurencje | Konkurencje | Konkurencje | Konkurencje | Konkurencje | Konkurencje |
| Rok  | Miejscowość     | IN          | SP          | PU          | MS          | RL          | MR          | SR          |
| ---- | --------------- | ----------- | ----------- | ----------- | ----------- | ----------- | ----------- | ----------- |
| 2000 | Hochfilzen      | 67.         | 23.         | 42.         | nd.         | –           | nd.         | –           |
| 2001 | Chanty-Mansyjsk | 14.         | 41.         | 34.         | nd.         | 10.         | nd.         | –           |
| 2002 | Val Ridanna     | 45.         | 13.         | 14.         | nd.         | 2.          | nd.         | –           |
| 2003 | Kościelisko     | 32.         | 13.         | 20.         | nd.         | 3.          | nd.         | –           |

### Mistrzostwa Europy
| Rok  | Miejscowość     | Konkurencje | Konkurencje | Konkurencje | Konkurencje | Konkurencje | Konkurencje | Konkurencje |
| Rok  | Miejscowość     | IN          | SP          | PU          | MS          | RL          | MR          | SR          |
| ---- | --------------- | ----------- | ----------- | ----------- | ----------- | ----------- | ----------- | ----------- |
| 2000 | Zakopane        | 6.          | –           | –           | nd.         | 3.          | nd.         | –           |
| 2001 | Haute Maurienne | 34.         | –           | –           | nd.         | 3.          | nd.         | –           |
| 2002 | Kontiolahti     | 38.         | 23.         | 32.         | nd.         | –           | nd.         | –           |
| 2003 | Forni Avoltri   | 20.         | 7.          | 5.          | nd.         | 1.          | nd.         | –           |
| 2004 | Mińsk           | 9.          | 25.         | 24.         | nd.         | –           | nd.         | –           |
| 2005 | Nowosybirsk     | 13.         | 15.         | 17.         | nd.         | –           | nd.         | –           |
| 2006 | Langdorf        | 26.         | 1.          | 7.          | nd.         | 8.          | nd.         | –           |
| 2008 | Nové Město      | 33.         | –           | –           | nd.         | –           | nd.         | –           |

### Puchar Świata

#### Miejsca w klasyfikacji generalnej
| Sezon     | Miejsce |
| --------- | ------- |
| 2003/2004 | -       |
| 2004/2005 | -       |
| 2005/2006 | 74.     |
| 2006/2007 | 62.     |
| 2007/2008 | 54.     |
| 2008/2009 | 43.     |
| 2009/2010 | 37.     |
| 2010/2011 | 44.     |
| 2011/2012 | 25.     |
| 2012/2013 | 56.     |
| 2013/2014 | 30.     |
| 2014/2015 | 41.     |
| 2015/2016 | 53.     |
| 2016/2017 | 63.     |
| 2017/2018 | 80.     |

#### Miejsca na podium w zawodach PŚ chronologicznie
| Lp. | Dzień     | Rok  | Miejscowość | Konkurencja                | Lokata | Pudła   | Czas biegu | Strata | Zwycięzca       |
| --- | --------- | ---- | ----------- | -------------------------- | ------ | ------- | ---------- | ------ | --------------- |
| 1.  | 4 grudnia | 2011 | Östersund   | Bieg pościgowy na 12,5 km  | 3.     | 33:22,9 | 0+1+0+0    | +26,9  | Martin Fourcade |
| 2.  | 6 marca   | 2012 | Ruhpolding  | Bieg indywidualny na 20 km | 3.     | 47:00,5 | 0+1+0+0    | +12,3  | Jakov Fak       |